# Calea intermedia
Calea intermedia là một loài thực vật có hoa trong họ Cúc. Loài này được Pruski & Urbatsch mô tả khoa học đầu tiên năm 1988.